# Rupiah
Rupiah eller den indonesiske rupiah er den officielle valuta i Indonesien. Den blev tidligere opdelt i 100 cents, hvilket ikke længere er særlig aktuelt som følge af inflationen.
Den internationale ISO 4217 kode for den indonesiske rupiah er IDR.